# Ordan e la Ròca
Ordan e la Ròca (en francès Ordan-Larroque) és un municipi francès situat al departament del Gers i a la regió d'Occitània.

## Demografia
| 1962                                       | 1968 | 1975 | 1982 | 1990 | 1999 | 2006 |
| ------------------------------------------ | ---- | ---- | ---- | ---- | ---- | ---- |
| 611                                        | 468  | 511  | 620  | 738  | 774  | 874  |
| Des de 1962: població sense dobles comptes |      |      |      |      |      |      |

## Administració
| Període   | Identitat          | Partit |
| --------- | ------------------ | ------ |
| 1995-2008 | Michel Barthe      | UMP    |
| 2008-     | Marie Line Everlet |        |